# کشمش‌تپه
کشمش‌تپه، روستایی از توابع بخش مرکزی شهرستان ماکو در استان آذربایجان غربی ایران است. این روستا بزرگ‌ترین روستای منطقه آزاد ماکو می‌باشد و در آستانه شهر شدن قرار دارد. با آنکه روستا چهره شهری به خود گرفته‌است اما هنوز مردم با مشکلات روستایی از قبیل نگهداری دام در برخی از نقاط داخلی روستا درگیر هستند.

## جمعیت
این روستا در دهستان قلعه دره سی قرار دارد و براساس سرشماری مرکز آمار ایران در سال ۱۳۹۵، جمعیت آن ۴٬۰۴۶ (۱٬۰۷۹ خانوار) بوده است. 